# 迈克尔·杰克逊之死
2009年6月25日，迈克尔·杰克逊在他位于洛杉矶荷尔贝山租赁的住处逝世。他的私人医生康拉德·墨瑞曾试图急救，但没有成功。洛杉矶消防队救护人员于12:22（太平洋时区，19:22 UTC）接到911电话，并于三分钟后抵达杰克逊的住所。据报道，当时杰克逊已停止呼吸，救护人员对他进行心肺复苏术。杰克逊被紧急送往罗纳德·里根加州大学洛杉矶分校医疗中心急救，于下午1:13（20:13 UTC）抵达医院。当地时间下午2:26（21:26 UTC）迈克尔·杰克逊被宣告死亡。杰克逊的逝世引发全球性的悲痛。
杰克逊逝世这条新闻迅速在网络上传开，网友的访问剧增导致网站的访问缓慢以及服务器瘫痪。TMZ.com和洛杉矶时报的网站遭遇崩溃。谷歌最初认为数以百万计的人搜索“迈克尔·杰克逊”是搜索引擎遭遇到DDoS攻击，所以阻止有关于迈克尔·杰克逊的搜索长达30分钟。维基百科在3:15（PDT，22:15 UTC）和Twitter一样都遭遇崩溃。维基媒体基金会称在不到一小时内有将近一百万人访问杰克逊的生平，这可能是维基百科历史上访问量最多的一小时。AOL即时通讯瘫痪40分钟。AOL称这是“互联网历史上一个有重大意义的时刻”，又称“无论从广度还是深度来看，我们从来没有见过这样的事情。”
据报道，在新闻传开后，大约15%的推特，或者说每分钟5,000条推文提到杰克逊，相比较而言，有关2009年伊朗总统选举和2009年H1N1流感大流行等前些时间的新闻头条只有5%。总的来说，网络流量从11%至少比正常水平提高二十多个百分点。音乐电视网和黑人娱乐电视台（BET）均马拉松式地播出杰克逊的音乐录影带。杰克逊的特别报道在全世界的多个电视台播出。英国肥皂剧“东区人”在6月26日的剧集结尾增加一个角色告诉另一个角色新闻的场景。杰克逊的逝世成为《太阳报》的头版头条长达两周。在相同的时间段，美国三大电视网络的晚间新闻（ABC世界新闻、CBS晚间新闻以及NBC晚间新闻）多达34%的时间都在报道杰克逊。包括《时代》在内的很多杂志出版纪念版。电影《G型教主》中有关杰克逊二姐拉托亚的镜头被删减因为对杰克逊家庭缺少尊重。
8月24日，几个新闻媒体援引匿名的消息来源指出，洛杉矶验尸官已经决定将杰克逊的死亡看做一起杀人案；这一消息随后于8月28日由验尸官证实。在杰克逊死亡的时候已经被施用丙泊酚、劳拉西泮以及咪达唑仑。执法人员对他的私人医生康拉德·默里就过失致死进行调查。2010年2月8日，默里被洛杉矶检察机指控过失致死罪。杰克逊于2009年9月3日在加州格伦代尔的林茵纪念公园下葬。